# Stanisław Barecki
Stanisław „Stas” Wałjerewicz Barecki (ros. Станислав „Стас” Валерьевич Барецкий, ur. 8 marca 1972 w Łomonosowie, ZSRR) – rosyjski muzyk, aktor oraz showman znany ze swojego ekscentrycznego zachowania. Były członek zespołów Leningrad oraz EU.

## Życiorys
Zanim zaczął karierę muzyczną, chwytał się wielu zawodów. Pracował między innymi jako ochroniarz w supermarkecie, grabarz, a także właściciel kawiarni. Jako czternastolatek zaczął pisać wiersze, natomiast swój debiut muzyczny miał w 2003 roku, kiedy wypuścił album Цензура (pol. „Cenzura”), a rok później Цензура 2 (pol. „Cenzura 2”). Oba albumy utrzymane są w gatunku rosyjskiego szanson.
Stas Barecki stał się znany w internecie, kiedy w reakcji na objęcie rosyjskich produktów embargo, nagrał filmiki, na których przegryza puszkę piwa z importu, niszczy iPhona, tablet, a także pali swoje BMW.

## Dyskografia
- Цензура (2003)
- Цензура-2 (2004)
- Электронщина (razem z EU) (2005)
- Тут по ящику нам дали (razem z Andriejem Jerofjewym)
- Романтик Блядь Коллекшн (2011)
- Дискотека (2013)
- Девяностые (2014)
- Умереть за попсу! (2015)
- Нулевые (2015)
- Малиновый пиджак (2015)
- Турбодискотека (2015)

## Filmografia[5]
- 2-Асса-2 (2009) – cameo
- Жесть Миллионов (2010) – cameo
- ППС (2010) – bandyta
- Шапито-шоу (2011) – właściciel
- Литейный (6 sezon, 2011) – Ziemia
- Звёздный ворс (2011) – pijany mieszkaniec planety Atit